# Gibbaeum
Gibbaeum ist eine Pflanzengattung aus der Familie der Mittagsblumengewächse (Aizoaceae).  Der botanische Name ist abgeleitet vom lateinischen gibba = höckerig.

## Beschreibung
Es sind hochsukkulente, meistens polsterförmig wachsende Pflanzen mit kurzen Achsen.

## Systematik und Verbreitung
Die Arten sind hauptsächlich in der Kleinen Karoo in Südafrika (Capensis) und den angrenzenden Gebieten verbreitet. 
Die Gattung umfasst folgende Arten:
- Gibbaeum album N.E.Br.
- Gibbaeum angulipes (L.Bolus) N.E.Br.
- Gibbaeum dispar N.E.Br.
- Gibbaeum esterhuyseniae L.Bolus
- Gibbaeum geminum (Haw.) N.E.Br.
- Gibbaeum gibbosum N.E.Br.
- Gibbaeum hartmannianum Thiede & Niesler
- Gibbaeum heathii (N.E.Br.) L.Bolus
- Gibbaeum hortenseae (N.E.Br.) Thiede & Klak
- Gibbaeum ihlenfeldtii Thiede
- Gibbaeum nebrownii Tischer
- Gibbaeum nuciforme (Haw.) Glen & H.E.K.Hartmann
- Gibbaeum pachypodium (Kensit) L.Bolus
- Gibbaeum petrense (N.E.Br.) Tischer
- Gibbaeum pubescens (Haw.) N.E.Br.
- Gibbaeum schwantesii Tischer
- Gibbaeum shandii N.E.Br.
- Gibbaeum velutinum (L.Bolus) Schwantes

## Weiterführende Literatur
- Joachim Thiede, Ingeborg M. Niesler: Taxonomy of the Genus Gibbaeum (Aizoaceae) and Clarification of the Confusion Around Gibbaeum haagei, with a New Species Gibbaeum hartmannianum. In: Haseltonia. Band 18, 2012, 34–44 (doi:10.2985/026.018.0104).